# Börsskär (väster om Äpplö, Houtskär)
Börsskär är en ö i Finland. Den ligger i Skärgårdshavet väster om Äpplö i Houtskär i kommunen Pargas i landskapet Egentliga Finland, i den sydvästra delen av landet. Ön ligger omkring 65 kilometer väster om Åbo och omkring 210 kilometer väster om Helsingfors.
Öns area är 6,5 hektar och dess största längd är 400 meter i sydväst-nordöstlig riktning. Ön höjer sig omkring 10 meter över havsytan.